# Por la Democracia Social
Por la Democracia Social (Podemos, acrónimo de Por la Democracia Social) es un partido político venezolano con tendencia socialdemócrata, fundado en 2002 y legalizado el 23 de abril de 2003, surgido de la escisión del Movimiento al Socialismo (MAS). Bajo sentencia del TSJ los derechos sobre el partido Podemos fueron cedidos al exgobernador del estado Aragua Didalco Bolívar.

## Historia

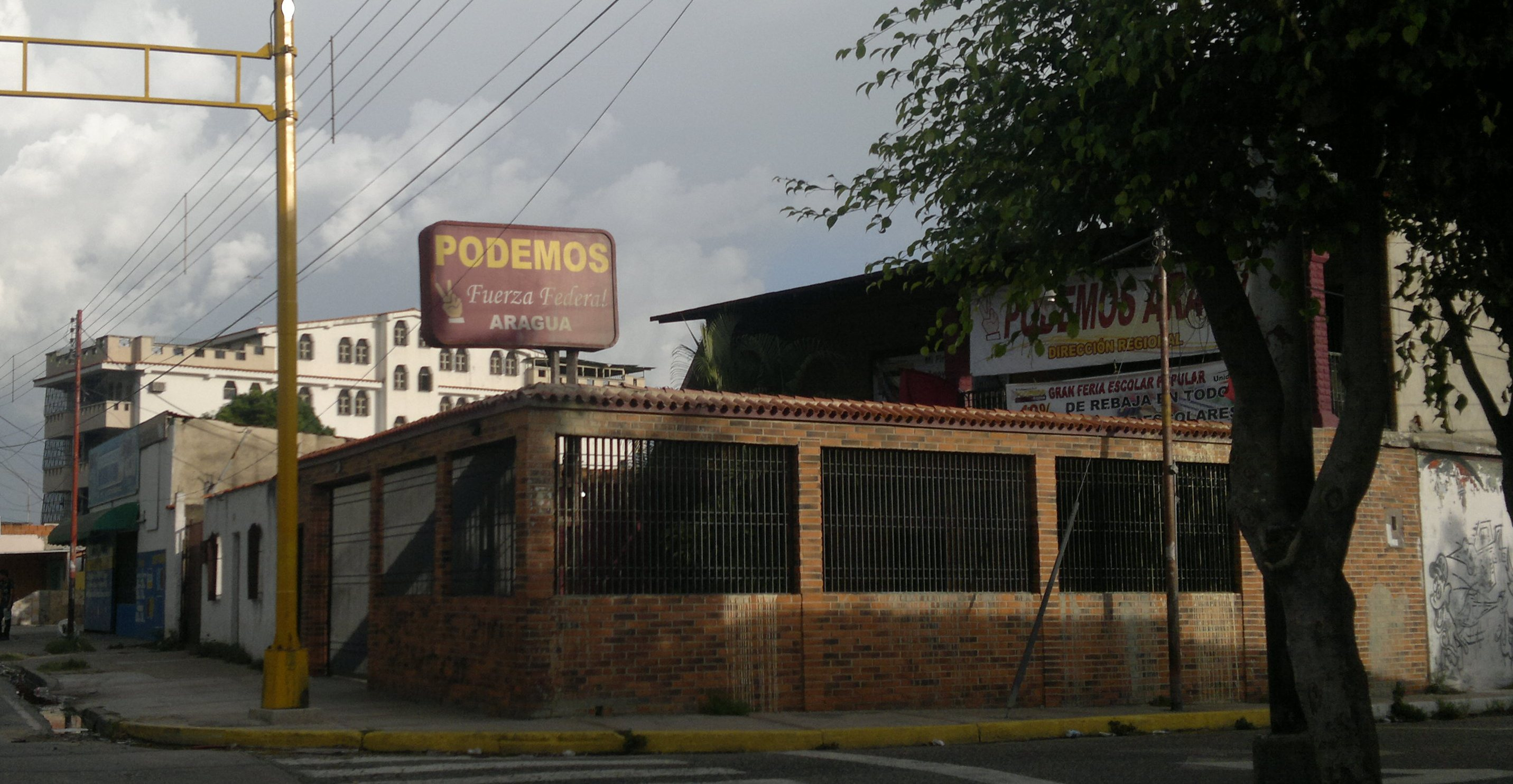
Casa de Podemos seccional Aragua.

En las elecciones primarias del MAS del año 2001, un importante grupo de militantes liderados por Ismael García y Rafael Simón Jiménez consideró que se les había arrebatado el triunfo, lo que los llevó a una confrontación legal, para desconocer los resultados de dicho proceso. Luego de una lucha en tribunales y por la influencia de factores externos se desconoció la proclamación, y los dirigentes de este grupo descontento de militantes decidió el 22 de marzo de 2002 en una Asamblea, crear el Movimiento por la Democracia Social, que decidió continuar su apoyo al presidente venezolano Hugo Chávez a diferencia del MAS que se pasó a la oposición. Entre el 22 y 25 de abril de ese año se realizó el Congreso Constitutivo e Ideológico en donde se designaron los miembros de la Dirección Nacional. A finales de ese año el propio Movimiento Podemos sufrió una escisión cuando algunos parlamentarios liderados por Rafael Simón Jiménez crearon el partido VAMOS (que al final se fusionó en otro partido denominado Polo Democrático).
Luego fue creada una comisión para coordinar el proceso de inscripción del partido, lo cual concluyó con resoluciones del Consejo Nacional Electoral (CNE) del 20 de febrero y 20 de marzo de 2003, donde se constituían los partidos regionales en los siguientes estados: Estado Anzoátegui, Apure, Aragua, Carabobo, Cojedes, Delta Amacuro, Distrito Capital, Nueva Esparta, Portuguesa, Táchira, Sucre y Zulia; y el 18 de agosto de 2003, el CNE reconoce a Podemos como partido político nacional. Sin embargo el 22 de abril de 2003 fue cuando esta organización realizó su primera aparición pública con un acto de masas en el Poliedro de Caracas, por lo cual se decidió en la Primera Asamblea Nacional de este partido, tomar como fecha de fundación el 22 de abril de 2003.

### Alianza con el gobierno bolivariano
En las elecciones regionales de 2004 los miembro del partido con apoyo de las fuerzas seguidoras de Hugo Chávez consiguió las gobernaciones de Sucre y Aragua, además de varias alcaldías, en los comicios legislativos del año siguiente obtuvieron 15 diputados (de un total de 167 escaños) a la Asamblea Nacional, convirtiendo en el segundo partido en importancia del conjunto de partidos y movimientos pro-gubernamentales después del Movimiento V República y el cuarto a nivel nacional, muchos de los votantes tradicionales del MAS depositaron su confianza en Podemos. En las Elecciones Presidenciales de diciembre de 2006 obtuvo 745.566 votos (5%) para su candidato Hugo Chávez. En marzo de 2007 el Movimiento Podemos mediante su líder Ismael García anunció su reticencias al Partido Socialista Unido de Venezuela propuesto por Chávez para unir a todas las organizaciones que le apoyan, aunque aseguró que esto no significaría que dejarían de apoyar a Chávez, pero si deseaban mantener cierta independencia partidista y mantenerse como el movimiento más hacia a la derecha política de todos los partidos pro-gubernamentales, hicieron hincapié en el ideario de izquierda no marxista de la organización. La decisión de los altos mandos del partido produjo una segunda división que dejó como resultado que varios militantes, 22 de los 42 alcaldes, 9 de los 18 diputados, 15 de los 24 secretarios regionales dejaran la organización para unirse al PSUV así como el gobernador del Estado Yaracuy Carlos Giménez.

### Fractura con Hugo Chávez
Las reservas con el gobierno de Hugo Chávez comenzaron con la negativa de los directivos del partido para aliarse al Partido Socialista Unido de Venezuela, por no compartir la idea del primer mandatario nacional de unificar las fuerzas políticas oficialistas. El Secretario General de Podemos, Ismael García, anunció en un primer momento su apoyo al Gobierno Bolivariano pero no a todas las decisiones del Presidente. Posteriormente, la distancia con el gobierno de Chávez aumentó por la decisión presidencial de no renovación de la licencia para transmitir a la cadena privada de televisión abierta RCTV. Pero el hecho que profundizó la fractura total de la relación entre Podemos y Hugo Chávez ocurrió cuando el partido declaró estar en contra de varios artículos del Proyecto de Reforma Constitucional impulsada por el jefe de Estado venezolano. Podemos se inscribió en opción del "No" ante el CNE, la cual triunfó.
Desde el rompimiento con Chávez declaraban que se convertirían en una especie de "tercera vía" entre el chavismo y la oposición, aunque para 2008 apoyaron en varias circuscripciones a candidatos de la oposición para las elecciones regionales de ese año. En 2009 terminaron sumándose a la coalición opositora de la Mesa de la Unidad Democrática (MUD).
En las últimas elecciones parlamentarias, realizadas en septiembre de 2010, Podemos obtuvo 423.991 votos, lo que representa el 3.75% de los votos válidos y lo convierte en el sexto partido venezolano más votado, y a la vez lo convierte en el sexto partido de la coalición opositora MUD, al obtener el 8.35% de los votos de la misma.

### Decisión de la Asamblea Nacional de Militancia, delegados y delegadas.
En junio de 2012, tras una decisión de la Sala Electoral del Tribunal Supremo de Justicia bajo el expediente 12-0402, la dirección del Partido es designada en una junta ad hoc cuyo presidente es el ciudadano Didalco Bolívar. En Asamblea Nacional de Militancia, delegados y delegadas se eligió como Vicepresidente a Gerson Pérez y como Director de Organización Nacional al ciudadano Rodrigo Medina.

### Nueva alianza con Chávez
Al final PODEMOS se acaba aliando con Chávez y la coalición GPP volviendo a integrarse en el GPP y rompiendo con la MUD.

### Asamblea Nacional
Tiene representación en la V Legislatura de la Asamblea Nacional de Venezuela (2021-2026), con los diputados principales: Yeissis Orozco, Jesús Santander, Kristal Alvarado y Didalco Bolívar quien este último además es diputado al Parlasur, y los diputados suplentes: Rhoy Betancourt y Yul Armas.